# Луций Юлий Урс Сервиан
Луций Юлий Урс Сервиан (на латински: Lucius Iulius Ursus Servianus; * 47 г.; † 136 г.) е политик и сенатор на Римската империя през 1 век. Той е три пъти консул.

## Биография
Сервиан е осиновен през 102 г. от Луций Юлий Урс (суфектконсул 84 и 98 г.).
По времето на император Домициан той е през 90 г. суфектконсул заедно с Луций Антисций Рустик. През 98 г. е управител на Горна Германия на мястото на император Траян. Той е легат на Панония. За участието си в Първата дакийска война на Траян той получава през 102 г. втори консулат, този път като редовен консул с колега Луций Лициний Сура.
Сервиан е женен за Домиция Павлина Млада, сестра на по-късния император Адриан. Двамата имат дъщеря Юлия Сервиана Павлина, която става съпруга на Гней Педаний Фуск Салинатор (консул 118 г.) и майка на Гней Педаний Фуск Салинатор.
Адриан прави вече 80-годишния си зет през 134 г. за трети път консул. Тази голяма чест, трети консулат, e давана през последните 30 години само на Луций Лициний Сура и Марк Аний Вер, дядото на по-късния император Марк Аврелий. След две години през 136 г. Сервиан пада в немилост. Императорът обвинява стария Сервиан, заедно с внука му Гней Педаний Фуск Салинатор, който е по-далечен племенник на Адриан и негов единствен жив роднина от мъжки пол, че искат да изключат определения от Адриан негов наследник за трона Луций Елий Цезар и да поставят внука на неговото място. Сервиан и внукът му Педаний Фуск са екзекутирани още през 136 г.